# 大寺江
大寺江，位于中华人民共和国广西壮族自治区南部，是茅岭江右岸支流，源流称沉香河，发源于上思县公正乡那齐村东南十万大山西麓，向北流过江那屯后进入钦州市境内，东北流至贵台镇左纳新圩河后转东南流，经大寺镇，于屯妙村以北汇入茅岭江。河长69千米，比降1.91‰，流域面积586平方千米。年均径流5.6亿立方米。流域盛产香蕉、甘蔗等经济作物。